# Rollwitz
Rollwitz is een gemeente in de Duitse deelstaat Mecklenburg-Voor-Pommeren, en maakt deel uit van de Landkreis Vorpommern-Greifswald.
Rollwitz telt 903 inwoners.

## Geografie
De gemeente Rollwitz aan de deelstaatgrens met Brandenburg ligt aan de noordwestrand van een eindmorene, die in een halve cirkel om het Randowdal ligt. Het gehucht Schmarsow ligt aan de oostoever van de Uecker. De gemeente is voornamelijk agrarisch georiënteerd. Tot Rollwitz horen de Ortsteile Damerow, Schmarsow, Schmarsow Ausbau en Züsedom.